# Лъки (село)
Вижте пояснителната страница за други значения на Лъки.
Лъ̀ки е село в Югозападна България, област Благоевград, община Хаджидимово.

## Население

### Етнически състав
Преброяване на населението през 2011 г.
Численост и дял на етническите групи според преброяването на населението през 2011 г.:
|                     | Численост |
| Общо                | 52        |
| Българи             | 52        |
| Турци               | =         |
| Цигани              | -         |
| Други               | -         |
| Не се самоопределят | -         |
| Неотговорили        | -         |

## География
Село Лъки се намира в планински район.

## История
Гробищната църква „Свети Архангел Михаил“ е построена в XVI – XVII век, а „Успение Богородично“ – в 1844 година и към нея е открито килийно училище. И двата храма са обявени за паметници на културата.
В 1848 година руският славист Виктор Григорович пише в „Очерк путешествия по Европейской Турции“, че жителите на Лъки са турци и християни. В „Етнография на вилаетите Адрианопол, Монастир и Салоника“, издадена в Константинопол в 1878 година и отразяваща статистиката на населението от 1873 година, Лика (Lika) е посочено като село с 81 домакинства с 40 жители мюсюлмани и 230 българи.
В 1891 година Георги Стрезов пише за селото:
| „ | Лъки, село на Ю. от Неврокоп 4 часа, намира се на С. от Либяхово, лежи в долище до един незначителен приток от Карасу. Жителите си поминуват с въглярство, което упражняват на чужбина, на Нигритско, Солунско и по Халкидическия полуостров. Минуват лете по Солунско за жетва и коситба. Къщи 76. Говори се, че това число не могло и не може да се увеличи: ако нарасте до това число къщи, захваща да измира и спада тогаз до минимум 65 къщи. Българска църква. | “ |

В 1889 година Стефан Веркович (Топографическо-этнографическій очеркъ Македоніи) отбелязва Лика като село с 63 български и 18 турски къщи.

## Личности
Родени в Лъки
- Георги Попгеоргиев (1888 – 1925), български революционер, деец на ВМОРО и БКП
- Георги Япов (около 1865 – 1905), български революционер, деец на ВМОРО
- Иван Богатинов (Богатин войвода) (1814 – 1891), български революционер, хайдушки войвода
- Иван Крънчев (? – 1923), български революционер, убит по заповед на Стоян Филипов от ВМРО при междуособиците в революционното движение[8]
- Иван Николов, свещеник в родното си село през първата половина на XIX век, ктитор на църквата „Успение Богородично“ в селото[9]
- Илия Геров (1890 – 1925), български комунист
- Тома Ковачев (? – 1923), български революционер, убит от дейци на ВМРО след Деветоюнския преврат[8]
- Тома Малечков (1921 – 1996), юрист и секретар на Иван Михайлов

Починали в Лъки
- Вангел Япов (? – 1891), български хайдутин